# Tacoma Dome
Der Tacoma Dome ist eine Mehrzweckhalle in der US-amerikanischen Stadt Tacoma im Bundesstaat Washington.

## Geschichte
Der Bau des Tacoma Domes wurde international ausgeschrieben und an die ortsansässigen AIA Architekten McGranahan und Messenger vergeben. Baubeginn war am 1. Juli 1981, eröffnet wurde der Tacoma Dome am 21. April 1983. Der Tacoma Dome ist eines der weltgrößten Stadien mit einem Dach in Holzkonstruktion. Die Gesamtbaukosten beliefen sich auf 44 Mio. US-Dollar.

## Veranstaltungen

### Konzerte
Neben Sportveranstaltungen wird die Halle als Konzertarena genutzt.
- David Bowie gab am 11. August 1983 das erste große Konzert im Tacoma Dome
- Prince am 14. und 15. Februar 1985
- The Police
- Genesis im Juni 1992
- Scorpions
- Mötley Crüe
- Bruce Springsteen am 4. April 2000
- Britney Spears
- AC/DC im Jahr 2008, dieses Konzert war innerhalb von 35 Minuten ausverkauft
- Rammstein am 15. Mai 2011
- Bon Jovi am 6. Oktober 2013

### Sonstige Veranstaltungen
- Die Halle war ein Austragungsort der Goodwill Games 1990.
- Final Four der NCAA Men’s Division I Basketball Championship 1988 und 1989
- US-Eiskunstlauf-Meisterschaften 1987
- WWF Smackdown im Mai 2000, innerhalb 27 Minuten ausverkauft.
- Dinosaurier – Im Reich der Giganten 2007

## Technische Daten
- Höhe des Domes: 46,33 Meter
- Durchmesser des Domes: 161,54 Meter
- Holzanteil des Daches: 3.775 m³ mit einem Gewicht von 654,9 Tonnen
- Beton: 694.934 m³